# Adrian John Richards
Adrian John Richards (1943 ) es un botánico inglés.

## Algunas publicaciones
- adrian j. richards. 1996. Apomixis and Taxonomy. Editor Opulus Pres

### Libros
- adrian j. richards. 1997. Plant Breeding Systems. 2ª ed. ilustrada de Chapman & Hall, 529 pp. ISBN 0412574500

- La abreviatura «A.J.Richards» se emplea para indicar a Adrian John Richards como autoridad en la descripción y clasificación científica de los vegetales.[1]